# Viola affinis

{{Taxobox
| name = 
| image = 
| image_width = 250п
| regnum = 
| divisio = 
| classis = 
| ordo = 
| familia = 
| genus = Viola
| species = 
| binomial = 
| binomial_authority = 
| synonyms = 
- -{Viola chalcosperma Brainerd
- Viola rosacea Brainerd
- Viola sororia Willd. ssp. affinis (Leconte) R.J. Little
- Viola sororia Willd. var. affinis (Leconte) McKinney}-[1]

}}
Viola affinis је врста љубичице.

## Опис биљке
Ова врста подсећа на многе друге врсте љубичица, због чега је и добила латински назив. Наиме, affinis је изведено од речи affini, а што значи „блиска, подсећа, указује“. Међутим, могуће ју је разликовати преко листова; они се постепено сужавају у оштар врх. Цветови су плаве боје (један од енглеских назива је и „плава љубичица“). Цвета од марта до маја.

## Ареал и станиште
Још једна карактеристика омогућава њено препознавање; погодују јој влажна станишта, попут ливада, плитких улегнућа (депресија) у шуми, алувијалних шикара. Расте у Северној Америци.

## Значај
У мањој мери представља храну крупнијим сисарима, али у већој мери птицама које храну налазе на земљишту.